# Діон Фанеф
Діон Фанеф (фр. Dion Phaneuf; 10 квітня 1985, м. Едмонтон, Канада) — канадський хокеїст, захисник. Виступає за «Торонто Мейпл-Ліфс» у Національній хокейній лізі.
Виступав за «Ред-Дір Ребелс» (ЗХЛ), «Калгарі Флеймс».
В чемпіонатах НХЛ — 750 матчів (117+283), у турнірах Кубка Стенлі — 32 матчі (6+9).
У складі національної збірної Канади учасник чемпіонатів світу 2007, 2011 і 2012 (22 матчі, 2+11). У складі молодіжної збірної Канади учасник чемпіонатів світу 2004 і 2005.
Досягнення
- Чемпіон світу (2007)
- Переможець молодіжного чемпіонату світу (2005), срібний призер (2004)
- Учасник матчу всіх зірок НХЛ (2007, 2008, 2012)

Нагороди
- Трофей Білла Гантера (2004, 2005)
- Найкращий захисник молодіжного чемпіонату світу (2005)